# Bari (Somalia)
Bari (arab. باري) – jeden z osiemnastu regionów administracyjnych w Somalii, którego stolicą jest miasto Boosaaso, znajdujący się w północno-wschodniej części kraju.

## Podstawowe informacje
Region Bari znajduje się w północno-wschodniej części Somalii. Od strony północnej jego granicę wyznaczają wody zatoki adeńskiej, od strony wschodniej wody Oceanu Indyjskiego, od strony południowej region Nugaal, zaś od zachodniej regiony Sanaag i Sool.
Pod względem powierzchni, region Bari jest największym regionem w Somalii. Najwyższym szczytem w tym regionie jest góra Bahaya (2120 m n.p.m.). Inne ważne szczyty to: Karkaar.

## Demografia
Większość mieszkańców regionu Bari stanowią somalijskie grupy etniczne takie jak: Majeerteen, Dashiishe i Warsangeli.

## Dystrykty

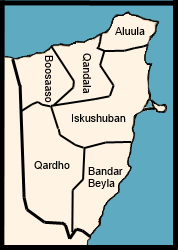
Podział administracyjny regionu Bari na dystrykty

Region Bari podzielony jest na sześć następujących dystryktów:
- Alula
- Bayla
- Boosaaso
- Iskushuban
- Qandala
- Qardho

W 1998 roku, region Bari stał się częścią Puntlandu, obwodu autonomicznego w północno-wschodniej Somalii. W Tymczasowej Konstytucji Regionalnego Rządu Puntland sformułowanej w 2001 roku uznają region Bari za wchodzący w skład tegoż obwodu. Obecnie władze Puntlandu nie zabiegają o uznanie międzynarodowe i uważają się za autonomiczną część Somalii.
W kolejnych latach Puntland zreorganizował swój wewnętrzny podział administracyjny, a region Bari został podzielony na dwie części: południową część, która mniej więcej pokrywa się z Qardho i Bayla, oraz nowy region Karkaar, który został podzielony na pięć nowych dzielnic: Qardho, Bandarbayla, Waciya, Rako i Hafun. Północna cześć zachowała swoją nazwę Bari i została podzielona na siedem dzielnic : cztery z nich zachowując swoje oryginalne nazwy Boosaaso, Iskushuban, Qandala i Alula, a także trzy nowe : Carmo, Ufayn i Bargal.
W dniu 8 kwietnia 2013 roku, rząd Puntlandu ogłosił utworzenie nowego regionu o nazwie Gardafuul, składające się z trzech dzielnic i mający swoją siedzibę administracyjną w Alula.

## Większe miasta

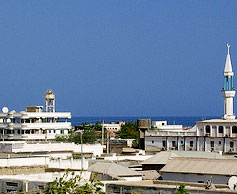
Widok na Boosaaso, stolicę regionu

- Alula
- Bargaal
- Bayla
- Boosaaso
- Hafun
- Iskushuban
- Qandala
- Qardho
- Ufeyn
- Waiye
- Armo